# Яхромское благочиние
Яхромское благочиние — округ Сергиево-Посадской епархии Русской православной церкви, объединяющий 19 приходов в Дмитровском городском округе Московской области. 
Центральный храм — Троицкий собор в городе Яхрома. Благочинный округа — протоиерей Сергий Николаевич Бернацкий.
Образовано 17 января 2017 году путём выделения из Дмитровского благочиния. 
После выделения из Дмитровского Рогачёвского благочиния и Яхромского, границы Дмитровского благочинного округа стали близки к Повельскому стану, Рогачёвского округа — к Каменскому стану, Яхромского — к Вышегородскому стану Дмитровского уезда.
Позднее территория современного благочиния складывалась из Ильинской волости и части Ольговской волости Дмитровского уезда.

## Храмы благочиния

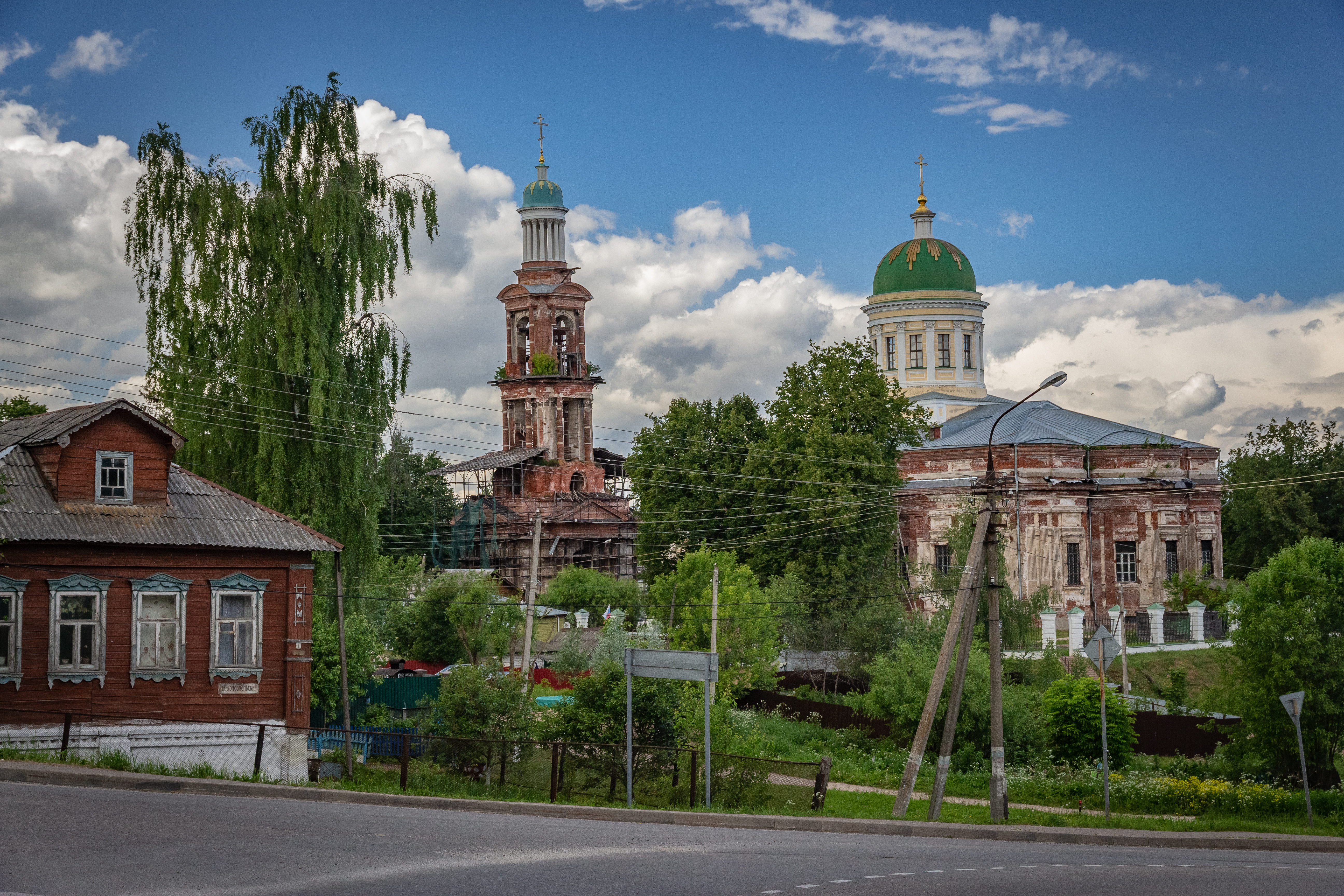
Троицкий собор в городе Яхрома

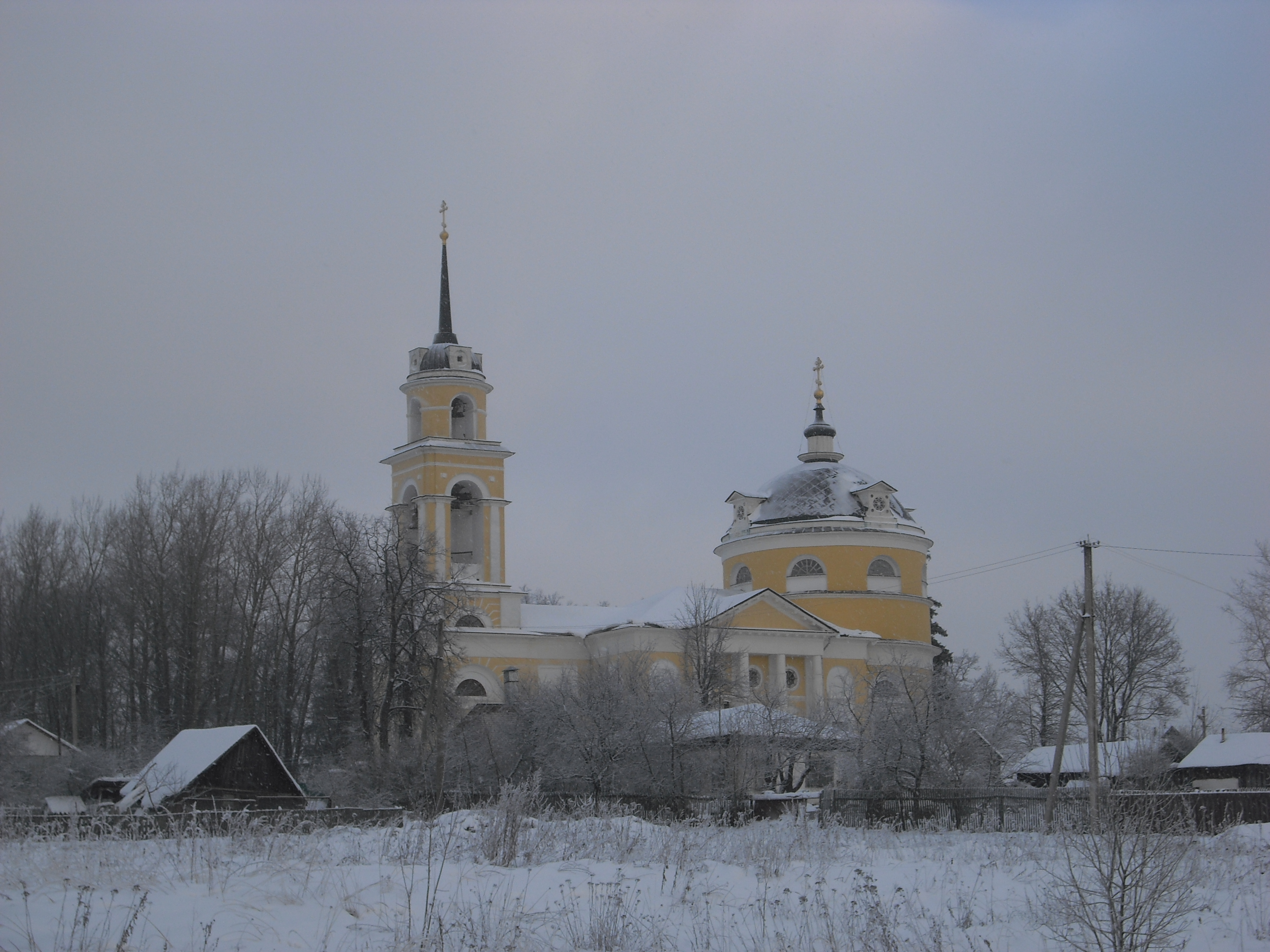
Покровская церковь в городе Яхрома

Примечание — информация в данном разделе приведена по состоянию на ноябрь 2020 года.

### Село Батюшково
- Церковь Святителя Николая

### Село Дубровки
- Церковь Сошествия Святого Духа

приписной храм: часовня благоверного князя Александра Невского

### Село Игнатово
- Тихвинская церковь

### Рабочий посёлок Икша
- Церковь священномученика Серафима (Звездинского), епископа Дмитровского

приписной храм: церковь блаженной Матроны Московской

### Село Ильинское
- Церковь Рождества Христова

приписные храмы: часовня святого Николая, часовня иконы Божией Матери Тихвинская

### Село Костино
- Храм Тихвинской иконы Божией Матери

Тихвинская церковь в селе Костино

### Деревня Круглино
- Церковь Рождества Богородицы (строится на месте бывшего расположения храма).

Богородице-рождественская церковь была известна с XVI века. В 1924 году деревянный храм был закрыт и разобран.

### Деревня Морозово
- Успенская церковь

### Посёлок Некрасовский
- Церковь иконы Божией Матери «Нечаянная Радость»

### Село Перемилово(Яхрома)

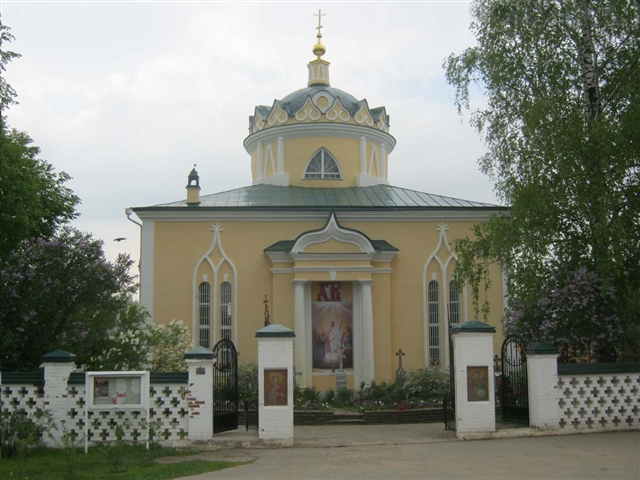
Вознесенская церковь в селе Перемилово

- Вознесенская церковь

### Деревня Селевкино
- Церковь Рождества Пресвятой Богородицы

### Деревня Сурмино
- Храм Вознесения Господня

приписные храмы: часовня Казанской иконы Божией Матери в посёлке Новое Гришино

### Село Шуколово
- Успенская церковь

приписные храмы:
- церковь Всех святых (заложена в 2006 г.) в горнолыжном клубе Леонида Тягачёва
- деревянная церковь Спаса Нерукотворного Образа в бывшей дворянской усадьбе Григорово[5]
- часовня Новомучеников и исповедников Российских (2007 г.) на берегу Канала имени Москвы в рабочем посёлке Деденево.

### Город Яхрома
- Троицкий собор
- Покровская церковь (бывшее село Андреевское)

## Канцелярия благочиния
Адрес: Московская обл., Дмитровский район, г. Яхрома, ул. Конярова, д. 12